# Joan XIV d'Alexandria
Joan XIV va ser el 96è Papa d'Alexandria i Patriarca de la Seu de Sant Marc des del 1570/1571 fins al 1585/1586. Fou monjo a Paromeos al desert de Nítria abans de convertir-se en papa.